# Anisodontea biflora
Anisodontea biflora är en malvaväxtart som först beskrevs av Louis Auguste Joseph Desrousseaux, och fick sitt nu gällande namn av D. M. Bates. Anisodontea biflora ingår i släktet rumsmalvor, och familjen malvaväxter. Inga underarter finns listade i Catalogue of Life.